# الحزب الاشتراكي الديمقراطي (الدنمارك)
الديمقراطيين الاشتراكيين، رسميا الحزب الاشتراكي الديمقراطي أو ببساطة الديمقراطية الاشتراكية، هو حزب سياسي ديمقراطي في الدنمارك.